# Honckenya
Honckenya é um género botânico pertencente à família Caryophyllaceae.

## Portugal
Em Portugal este género está representado por uma única espécie, nomeadamente em Portugal Continental, de onde é nativa: 
- Honckenya peploides (L.) Ehrh.